# Hemiceras bilinea
Hemiceras bilinea är en fjärilsart som beskrevs av William Schaus 1901. Hemiceras bilinea ingår i släktet Hemiceras och familjen tandspinnare. Inga underarter finns listade i Catalogue of Life.